# Pterobryopsis schmidii
Pterobryopsis schmidii är en bladmossart som beskrevs av Fleischer 1905. Pterobryopsis schmidii ingår i släktet Pterobryopsis och familjen Pterobryaceae. Inga underarter finns listade i Catalogue of Life.